# Gigi Meroni
Luigi Meroni dit Gigi Meroni, né le 24 février 1943 à Côme et mort le 15 octobre 1967 à Turin dans un accident de la route, est un footballeur international italien.

## Carrière sportive
Luigi Meroni participe à la Coupe du monde 1966 avec l'équipe d'Italie, où il joue un match face à l'URSS. Il dispute également cinq rencontres amicales avec la squadra azzura, inscrivant deux buts.

## Circonstances du décès
Au retour d'un match (victoire 4 à 2 contre la Sampdoria), la voiture de Gigi Meroni est percutée par celle d'un supporter du Torino, Attilio Romero (it), alors âgé de 19 ans. Gigi Meroni meurt peu de temps après, à l'hôpital. Attilio Romero deviendra par la suite président du Torino, dans les années 2000.